# Middlesborough
Middlesborough (o Middlesboro) è un comune degli Stati Uniti d'America, situato nello Stato del Kentucky, nella contea di Bell.